# 歌川国富
歌川 国富（うたがわ くにとみ、生没年不詳）とは、江戸時代の浮世絵師。

## 来歴
二代目歌川豊国の門人とされるが、二代豊国襲名以前に国富の号を用いた作品があることから、初代歌川豊国の門人とする説もある。一隅斎、花川亭と号し、のちに富信と改名した。歌川派の絵師でありながら「国」字を廃した理由は、元々国富は二代豊国の補佐役として彼を支えたが、二代目が独り立ちすると後見も終わり、自身の独り立ちを目指しての改名とも考えられる。作画期は文政から天保にかけての頃で、弘化年間まで確実に下る作品は発見されていない。見立役者絵や遊女絵が多く、武者絵も手がけている。四阿家可辻なる人物の賛が伴う作品が散見され、両者の親しい関係が想像される。力量は一定のレベルは保っているものの、個性が弱く癖がない。

## 作品
- 「見立忠臣蔵十一段目 大星由良之助 三世坂東三津五郎 高師直 五世松本幸四郎」　大判錦絵 花川亭富信落款
- 「月雪花蒔絵の巵（さかづき）　雪の巻・三代目坂東三津五郎」　大判錦絵　※文政10年（1827年）
- 「今様姿」　大判 文政 花川亭国富の落款
- 「角海老や内 逢人」　大判錦絵揃物のうち　花川亭富信の落款
- 「角海老や内 みやひ」　大判錦絵揃物のうち　足立区立郷土博物館所蔵
- 「久喜万字屋内雲淀」　※「花川亭富信画」の落款
- 『庭訓塵劫記』　※人情本、文政13年（1830年）刊行。華街桜山人作、国富・国芳挿絵